# Hendersin Knob
Der Hendersin Knob ist ein vereister Hügel auf der Thurston-Insel vor der Eights-Küste des westantarktischen Ellsworthlands. Er ragt zwischen den Kopfenden des Craft- und des Rochray-Gletschers im südwestlichen Teil der Insel auf.
Eine erste Kartierung wurde anhand von Luftaufnahmen der United States Navy vorgenommen, die während der Operation Highjump (1946–1947) entstanden. Das Advisory Committee on Antarctic Names benannte ihn 1960 nach Wendell Keith Hendersin (1921–1946), Funker an Bord einer Martin PBM Mariner, bei deren Absturz am 30. Dezember 1946 auf der Noville-Halbinsel dieser neben zwei weiteren Besatzungsmitgliedern ums Leben kam.